# Paul-Henri Sandaogo Damiba

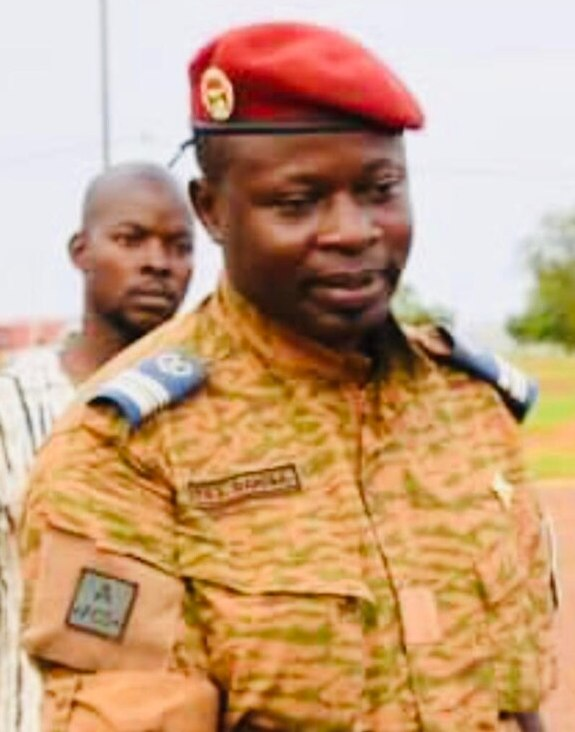
Paul-Henri Sandaogo Damiba (2022)

Paul-Henri Sandaogo Damiba (* 2. Januar 1981 in Ouagadougou) ist ein Militäroffizier aus Burkina Faso. Nach einem Putsch war er von Januar bis September 2022 Staatschef seines Landes. Am 30. September 2022 wurde er bei einem weiteren Putsch abgesetzt.

## Leben
Unter dem langjährigen Präsidenten Blaise Compaoré diente Damiba in der Präsidentengarde, dem Régiment de sécurité présidentielle (RSP), in dem er zum Kompaniechef aufstieg. Nach Compaorés Sturz durch einen Volksaufstand 2014 gehörte Damiba im Jahr 2015 zu den Loyalisten, die den Putschversuch Gilbert Diendérés vereitelten, der die Revolution rückgängig machen wollte. Im Prozess gegen Diendéré sagte er als Zeuge aus. Anschließend ging Damiba nach Paris, wo er bis 2017 an der École de guerre studierte. Er hat einen Master-Abschluss in Kriminologie vom Conservatoire national des arts et métiers (CNAM) in Paris und eine Zertifizierung als Verteidigungsexperte im Bereich Management, Führung und Strategie. Nach seiner Rückkehr wurde er zum Kommandeur des 30. Regiments ernannt, das im Militärlager Camp Général Baba Sy in Ouagadougou stationiert war. Später wurde er Militärkommandant in den Städten Dori und Ouahigouya, die als Brennpunkte der Gewalt in Burkina Faso gelten, und kommandierte ein Regiment Spezialkräfte. Er ist Oberstleutnant und hat laut burkinischen Presseberichten „wegen seiner militärischen Härte“ innerhalb der Streitkräfte den Spitznamen „Armee“; nach anderen Quellen wird er „Klassenlehrer“ (chef de classe) genannt. Nach dem islamistischen Terroranschlag von Inata, bei dem am 14. November 2021 mehr als 50 Menschen umkamen, fast alle Angehörige der burkinischen Sicherheitskräfte, wurde Damiba im Dezember 2021 von Präsident Roch Marc Kaboré zum Kommandeur der dritten Militärregion (Ouagadougou, Manga, Koudougou und Fada N’Gourma) ernannt.
Am 24. Januar 2022 stürzte das Militär die Regierung von Präsident Kaboré und nahm ihn fest. Damiba, der an dem Staatsstreich führend teilnahm, wurde zum Präsidenten der Militärjunta Mouvement patriotique pour la sauvegarde et la restauration (MPSR; „Patriotische Bewegung für Sicherheit und Wiederherstellung“) ernannt, die anschließend die Politik von Burkina Faso bestimmte.
Sechs Wochen nach dem Putsch ließ sich Damiba am 2. März 2022 zum Staatspräsidenten von Burkina Faso einsetzen und ernannte am 5. März 2022 ein 25-köpfiges Kabinett, das laut Dekret drei Jahre im Amt bleiben sollte. Der Verteidigungsminister unter Kaboré, General Barthelemy Simpore, behielt sein Amt in der neuen Regierung. Auch führende Vertreter der Zivilgesellschaft und der Gewerkschaften wurden berufen. Dem Kabinett gehörten sechs Frauen an, darunter Olivia Rouamba als Außenministerin. Kommissarischer Premierminister wurde Albert Ouédraogo.
Rivalisierende Militärs erklärten Damiba am 30. September 2022 für abgesetzt, das Übergangsparlament für aufgelöst und die Verfassung außer Kraft gesetzt. Anstelle Damibas ernannten sie Hauptmann Ibrahim Traoré zum Staatsoberhaupt. Wo sich Damiba nach seiner Absetzung aufhielt, blieb zunächst unbekannt. Die Regierung Frankreichs wies Anschuldigungen der neuen Machthaber zurück, Damiba habe auf einem französischen Stützpunkt Zuflucht gefunden und plane, die Macht von dort aus mit französischer Hilfe zurückzuerobern. Der Putsch gegen Damiba wird mit antifranzösischen Ressentiments in Bevölkerung und Militär in Zusammenhang gebracht, wobei ihm vorgeworfen wurde, in der Terrorbekämpfung nicht mit „anderen Partnern“ zusammenarbeiten zu wollen. Bei Demonstrationen in Ouagadougou, die dem Putsch vorausgingen, waren russische Flaggen gezeigt worden. Zwei Tage nach seiner Absetzung erklärte Damiba, auf das Präsidentenamt zu verzichten. Im Gegenzug soll ihm der neue Machthaber Ibrahima Traoré nach Darstellung von Vertretern verschiedener Volksgruppen und Religionsgemeinschaften, die zwischen den Beteiligten vermittelt hatten, persönliche Sicherheit und Schutz vor Strafverfolgung zugesagt haben. Tags darauf wurde bekannt, dass er sich mittlerweile im Nachbarland Togo aufhält.

## Veröffentlichungen
- Armées Ouest-Africaines et terrorisme : Réponses incertaines? („Westafrikanische Armeen und Terrorismus: Ungewisse Antworten?“). Les 3 Colonnes, Paris 2021, ISBN 978-2-38326-135-3.